# Andrew Taylor
Andrew Derek Taylor (ur. 1 sierpnia 1986 w Hartlepool) – angielski piłkarz występujący na pozycji obrońcy w Wigan Athletic.

## Kariera klubowa
Taylor swoją karierę piłkarską rozpoczął w szkółce juniorów Middlesbrough. W roku 2004 został włączony do pierwszej drużyny tego klubu. Przez pierwszy sezon gry nie wystąpił w żadnym spotkaniu, więc 6 lipca 2005 roku został wypożyczony do występującego wówczas w League One Bradford City.
W ekipie Bradford Taylor był podstawowym piłkarzem. Swój pierwszy występ w tej drużynie zaliczył 6 sierpnia, kiedy to zagrał w wygranym 2:0 ligowym spotkaniu z Hartlepool United. W League One Taylor rozegrał jeszcze 23 spotkania, po czym, na początku stycznia powrócił do Middlesbrough.
Po półrocznej nieobecności, 14 stycznia 2006 roku zadebiutował w swojej ekipie, kiedy to zagrał w przegranym 7:0 wyjazdowym pojedynku z Arsenalem Londyn. W sezonie 2005/06 jego drużyna dotarła także do półfinału Pucharu Anglii, w którym przegrała 0:1 z West Ham United. Middlesbrough dotarł również do finału Pucharu UEFA, w którym miało zagrać z Sevillą. Jego klub przegrał 4:0, jednak Anglik w tym spotkaniu nie zagrał, a cały sezon zakończył z 13 ligowymi występami, trzema pucharowymi oraz tyloma samo w europejskich pucharach. Po odejściu w lipcu 2006 roku Francka Quedrue do Fulhamu, Anglik stał się podstawowym piłkarzem swojej ekipy i sezon 2006/07 zakończył z 34 występami w Premier League. W następnych rozgrywkach wystąpił 19 razy. 31 stycznia 2008 roku podpisał ze swoim klubem nowy kontrakt, wiążący go z klubem do 2011 roku. W sezonie 2008/09 Taylor był podstawowym graczem klubu, jednak Middlesbrough spadło do Football League Championship. W 2010 roku został wypożyczony do Watfordu.
4 lipca 2011 roku podpisał trzyletni kontrakt z Cardiff City.

## Kariera reprezentacyjna
Taylor grał w reprezentacji Anglii do lat 19 i wraz z nią zajął drugie miejsce na Mistrzostwach Europy w roku 2005. Wcześniej wystąpił na Mistrzostwach Świata do lat 20 w 2003 roku. Taylor zaliczył także osiem występów w kadrze U-21, w której zadebiutował w roku 2006.